# Княжпільська сільська рада (Кам'янець-Подільський район)
Кня́жпільська сільська́ ра́да — адміністративно-територіальна одиниця та орган місцевого самоврядування в Кам'янець-Подільському районі Хмельницької області. Адміністративний центр — село Княжпіль.

## Загальні відомості
Княжпільська сільська рада утворена в 1992 році.
- Територія ради: 23,378 км²
- Населення ради: 735 осіб (станом на 2016 рік)
- Територією ради протікає річка Баговичка

## Населені пункти
Сільській раді були підпорядковані населені пункти:
- с. Княжпіль

## Склад ради
Рада складалася з 12 депутатів та голови.
- Голова ради: Ільніцька Лариса Миколаївна
- Секретар ради: Линюк Алла Володимирівна

### Керівний склад попередніх скликань
| Прізвище, ім'я, по батькові     | Основні відомості                                                                          | Дата обрання | Дата звільнення |
| ------------------------------- | ------------------------------------------------------------------------------------------ | ------------ | --------------- |
| Михайлюк Неля Леонідівна        | Сільський голова, 1961 року народження, член Всеукраїнського об'єднання «Батьківщина»      | 26.03.2006   | 01.08.2008      |
| Ільницький Володимир Михайлович | Сільський голова, 1967 року народження, безпартійний                                       | 15.03.2009   | 31.10.2010      |
| Брянгін Микола Михайлович       | Сільський голова, 1950 року народження, освіта вища, член політичної партії «Наша Україна» | 31.10.2010   |                 |

Примітка: таблиця складена за даними сайту Верховної Ради України

### Депутати
За результатами місцевих виборів 2010 року депутатами ради стали:

#### За суб'єктами висування
| Суб'єкт висування           | Кількість обраних депутатів | %    |
| --------------------------- | --------------------------- | ---- |
| Народна партія              | 6                           | 50   |
| Самовисування               | 4                           | 33,3 |
| Партія «Демократичний Союз» | 1                           | 8,3  |
| Партія регіонів             | 1                           | 8,3  |

#### За округами
| № округу                    | Прізвище, ім'я, по батькові     | Дата визнання обраним | Освіта             | Партійна приналежність | Відомості про обраного депутата                                         |
| --------------------------- | ------------------------------- | --------------------- | ------------------ | ---------------------- | ----------------------------------------------------------------------- |
| Народна Партія              |                                 |                       |                    |                        |                                                                         |
| 4                           | Гелетюк Григорій Васильович     | 05.11.2010            | середня спеціальна | позапартійний          | тимчасово не працює                                                     |
| 6                           | Лось Ніна Михайлівна            | 05.11.2010            | середня спеціальна | позапартійна           | Княжпільська сільська рада, соціальний працівник                        |
| 9                           | Твердохліб Леонід Іванович      | 05.11.2010            | незакінчена вища   | позапартійний          | Кам'янець-Подільське лісове господарство Подільського лісництва, лісник |
| 10                          | Ільніцький Ігор Михайлович      | 05.11.2010            | середня            | позапартійний          | ДП «Кам'янець-Подільський лісгосп», лісник                              |
| 11                          | Ільніцька Лариса Миколаївна     | 05.11.2010            | середня спеціальна | позапартійна           | Княжпільська сільська рада, секретар                                    |
| 12                          | Бобчук Микола Михайлович        | 05.11.2010            | середня            | позапартійний          | пенсіонер                                                               |
| Партія «Демократичний Союз» |                                 |                       |                    |                        |                                                                         |
| 8                           | Олійник Михайло Антонович       | 05.11.2010            | середня спеціальна | позапартійний          | тимчасово не працює                                                     |
| Партія регіонів             |                                 |                       |                    |                        |                                                                         |
| 7                           | Бабій Михайло Васильович        | 05.11.2010            | середня спеціальна | член Партії регіонів   | тимчасово не працює                                                     |
| Самовисування               |                                 |                       |                    |                        |                                                                         |
| 1                           | Колісник Олександр Сергійович   | 05.11.2010            | середня спеціальна | позапартійний          | тимчасово не працює                                                     |
| 2                           | Рибак Неоніла Михайлівна        | 05.11.2010            | вища               | позапартійна           | загальноосвітня школа І-ІІІ ст. с. Княжпіль, вчитель                    |
| 3                           | Ільницький Андрій Володимирович | 05.11.2010            | вища               | позапартійний          | студент                                                                 |
| 5                           | Тручок Микола Миколайович       | 05.11.2010            | незакінчена вища   | член Партії регіонів   | приватний підприємець                                                   |